# Capital Cities Communications
Cet article possède un paronyme, voir Capital Cities.
Capital Cities ou CapCities fut un groupe de média et de presse américain qui à son apogée était composé de quatre grands titres et 12 stations de radio télévisions. Après son achat d'American Broadcasting Company en 1985, le groupe a été racheté par la Walt Disney Company en 1996.
- Les titres de presse
  - The Kansas City Star
  - Fort Worth Star-Telegram
  - Belleville News-Democrat (Illinois)
  - The Times Leader (basé à Wilkes-Barre, Pennsylvanie)

## Historique

### 1947-1967: Développement dans le nord-est américain
En 1947, une licence de station de radio est accordée à Albany (État de New York) nommée WROW-AM à la société Hudson Valley Communications Company, créée par l'auteur Lowell Thomas et son associé Frank Smith.
En octobre 1953, la société reçoit une seconde licence (WROW-TV) pour la région de Albany-Schenectady-Troy.
En 1957, WROW-TV change de canal et devient la WCDA.
Le 22 mai 1957, Durham Broadcasting Enterprises propriétaire de WTVD à Durham, fusionne avec Hudson Valley Broadcasting Company, une société d'Albany propriétaire de la chaîne WCDA-TV (depuis WTEN). Les deux sociétés prennent le nom de Capital Cities Television Corporation.
En 1960, la société prend le nom de Capital Cities Broadcasting et Thomas S. Murphy devient le premier vice-président. La WCDA changera de nom pour WTEN peu de temps après.
La société commence alors à racheter des stations :
- WPRO-AM-FM-TV à Providence, Rhode Island en 1959
- WKBW-AM-TV à Buffalo, New York en 1961.
- WPAT-AM-FM à Paterson, New Jersey
- les stations Goodwill en 1964 comprenant
  - WJR-AM-FM à Détroit
  - WJRT-TV à Flint, Michigan
  - WSAZ-AM-TV à Huntington, Virginie-Occidentale
- KTRK-TV à Houston, Texas

En 1964, Frank Smith devient le directeur général de la société et Murphy le président du directoire.
En 1966, Frank Smith décède brutalement et Murphy devient PDG.
L'ancien actionnaire de CapCities, John B. Poole, racheta plusieurs chaînes à son ancienne société : la station WPRO-TV de Providence en 1967 et WTEN d'Albany-Schenectady-Troy en 1969.

### 1968-1984: Radio, télévision et publications
Le 9 janvier 1968, la société annonce son intention d'acheter le groupe de presse Fairchild Publications pour 37 millions d'USD,, les deux sont basées à New York mais doivent attendre la validation de la FCC.
Le 21 mai 1970, la FCC approuve la vente de la station WSAZ-AM (aujourd'hui WRVC) à la société Stoner Broadcasting pour 900 000 USD.
En 1971, CapCities continue d'acheter des stations, cette fois-ci elle prend le contrôle de la société Triangle Publications : WFIL-AM-FM-TV à Philadelphie, WNHC-AM-FM-TV à New Haven, Connecticut et KFRE-AM-FM-TV à Fresno, Californie. Elle revend les stations de radio mais conserve celle de télévision qu'elle rebaptise respectivement WPVI-TV, WTNH-TV et KFSN-TV. En raison des règlementations de la Commission fédérale des communications, Capcities doit se séparer d'une de ses six stations VHF, car elle dépasse la limite des cinq. Ce sera la WSAZ-TV de Huntington, revendue à Lee Enterprises.
En 1973, la société se rebaptise Capital Cities Communications.
En 1974, Capital Cities rachète plusieurs média de Fort Worth au Texas : le Fort Worth Star-Telegram, WBAP-AM et KSCS-FM après la validation par une commission du Comté de Tarrant le 6 janvier 1974.
Le 19 janvier 1977, Capital Cities achète le Kansas City Star pour la somme de 125 millions de $. De plus Warren Buffett investit dans la société mais revend ses parts dès l'année suivante.
En mars 1984, la société annonce vouloir acheter 500 000 actions. Le 16 avril 1984, la société officialise l'achat de la station WFTS-TV (en) à Tampa, Floride pour 28 millions d'USD.

### 1985-1996: Fusion avec American Broadcasting Company
Le groupe lance une offre de rachat le 18 mars 1985 sur le réseau de télévision American Broadcasting Company (ABC) pour la somme de 3,5 milliards de dollars,,. L'offre est alors de 118 $ par action ABC plus une garantie de 10 %, soit 3 $ pour un total de 121 $ par action. Pour financer cet achat, Capital Cities emprunte 2,1 milliards d'USD à un consortium de banques, revend plusieurs actifs qui contreviendrait aux règles de la FCC pour 900 millions d'USD et se sépare de plusieurs activités dont l'activité câble vendue à la Washington Post Company. Les 500 millions restants sont fournis par Warren Buffett qui promet que sa société Berkshire Hathaway achètera 3 millions d'actions à 172,50 USD l'une. Cette fusion est la plus importante en dehors du secteur des pétroliers. Dan Burke est nommé CEO du groupe. La fusion est finalisée le 5 septembre 1985.
Le 18 septembre 1986, Capital Cities vend son siège newyorkais au japonais Shuwa Corp pour un montant estimé entre 165 et 185 millions d'USD, édifice qu'ABC doit occuper encore 3 ans situé à l'angle de la 53e rue au 1330 de l'avenue of the Americas. ABC construit alors un nouveau complexe près du Lincoln Center.
En 1989, Capital Cities/ABC achète 50 % de Tele München Gruppe.
En avril 1994, Viacom revend pour 317,6 millions d'USD sa participation à Hearst Corporation et Capital Cities Communications afin de faire valider sa fusion avec Paramount Pictures.
Le 9 février 1996 la Walt Disney Company acquiert totalement ABC-Capital Cities,. Thomas S. Murphy, pdg de Capital Cites depuis 1966, est nommé président directeur général et CEO d'ABC tandis que Dan Burke alors âgé de 65 ans décide de prendre sa retraite. Le 4 avril 1996, Disney revend les 4 journaux (anciennement Capital Cities) à Knight Ridder pour 1,65 milliard USD. Une autre vente est la participation de 50% dans Tele München Gruppe à Herbert Kloiber.

## Chaînes
| Ville/Marché                       | Station                  | TAT / TNT | Propriété de | Statut actuel                                      |
| ---------------------------------- | ------------------------ | --------- | ------------ | -------------------------------------------------- |
| Philadelphie                       | WPVI-TV                  | 6 / 64    | 1971–1985    | détenue et gérée par American Broadcasting Company |
| Houston                            | KTRK-TV                  | 13 / 32   | 1967–1985    | détenue et gérée par American Broadcasting Company |
| Tampa - St. Petersburg             | WFTS                     | 28 (29)   | 1984–1985    | affiliée à ABC, détenue par E. W. Scripps Company  |
| Durham - Raleigh - Fayetteville    | WTVD                     | 11 / 52   | 1957–1985    | détenue et gérée par American Broadcasting Company |
| New Haven - Hartford, CT           | WTNH-TV                  | 8 (10)    | 1971–1985    | affiliée à ABC, détenue par LIN Television         |
| Buffalo, New York                  | WKBW-TV                  | 7 (38)    | 1961–1985    | affiliée à ABC, détenue par Granite Broadcasting   |
| Providence, R.I. - New Bedford, MA | WPRO-TV (depuis WPRI-TV) | 12 (13)   | 1959–1967    | affiliée à CBS, détenue par LIN Television         |
| Fresno                             | KFSN-TV                  | 30 / 9    | 1971–1985    | détenue et gérée par American Broadcasting Company |
| Albany - Schenectady - Troy, N.Y.  | WROW-TV/WCDA/WTEN        | 10 (26)   | 1954–1971    | affiliée à ABC, détenue par Young Broadcasting     |
| Huntington - Charleston, W.V.      | WSAZ-TV                  | 3 (23)    | 1964–1971    | affiliée à NBC, détenue par Gray Television        |
| Flint - Saginaw - Bay City         | WJRT-TV                  | 12 / 36   | 1964         | détenue et gérée par American Broadcasting Company |